# Callawayia
Callawayia es un género extinto de ictiosaurio, grupo de reptiles mesozoicos adaptados a la vida marina. Contiene dos especies, Callawayia neoscapularis y C. altispinus. Se han encontrado en lo que ahora es Canadá.